# Нора Брокстедт
Нора Брокстедт (Нор. Nora Brockstedt, 20. јануар 1923. — 5. новембар 2015) била је једна од најпознатијих норвешких певачица. Позната је као представница Норвешке на Песми Евровизије у два наврата: 1960. и 1961. године.

## Каријера
Нора Брокстедт је рођена у Ослу 20. јануара 1923. године. На музичкој сцени се први пут појавила у кабареу Chat Noir 20. јула 1944,  у којем је певала са Одваром Соренсеном. Заједно су наступали од 1943. године као дуо Хармони, а између осталих наступали су и у Конгсбергу и Трондхајму. Певали су песме попут "Kanskje engang tilbake den kommer" и "Enn en gang skal fuglene synge".
Године 1951. придружила се групи The Monn Keys, у којој су поред ње били и Пер Асплин, Одвар Соренсен, Фредрик Конради и Солви Ванг. Касније им се придружио и Арне Бендиксен.
Прву песму као соло извођач је објавила 1953. године, а песма се звала "Du, du, du". Са почетком соло каријере, почела је и сурадњу са Алфом Пројсеном. Та сурадња је изнедрила многе песме попут "Æille så nær som a Ingebjørg", "Mari du bedåre" и "Klara på Dal". Први албум за шведско тржиште је објавила 1959. године. 1960. године је пет узастопих недеља држала прво место на норвешкој музичкој топ листи са песмом "Er du glad i meg ennå, Karl Johan?".
Нора Брокстедт је прва победница Melodi Grand Prix-a, норвешког избора за Песму Евровизије. 1960. године је предствљала Норвешку на Песми Евровизије 1960. године у Лондону. Певала је песму "Voi, voi". Делила је четврто место од 13 песама са немачким представником Вин Хопом, освојивши 11 бодова. Тиме је постала прва представница Норвешке икада на Песми Евровизије. 1961. поново се вратила на Песму Евровизије, овај пут у Кану. Тада је певала песму "Sommer i palma". У свом другом евровизијском покушају је била седма од 16 песмама са 10 освојених бодова.
"Noe nytt" из 1970. године, био је њен први албум за норвешко тржиште. 1980. године је била учесник бројних националних концерата.
2004. године издала је албум "As Time Goes By", а 2005. године "Nora – for swingende!". са албумом "Nora – for swingende!" је задњи пут била на норвешкој топ листи.

## Лични живот
За господина Брокстедта се удала након Другог светског рата. Касније се удала за Арнеа Риса који је умро 2009. године.

## Смрт
Умрла је након краће болести у Ослу 5. новембра 2015. године.